# Донец (Ленинградская область)
Донец — деревня в Ям-Тёсовском сельском поселении Лужского района Ленинградской области.

## История
Деревня впервые упоминается в 1566 году.

ДОНЕЦ — деревня при реке Каменке. Волосковского сельского общества, прихода села Флоровского.
 
Крестьянских дворов — 31. Строений — 153, в том числе жилых — 33. Ветряная мельница. 

Число жителей по семейным спискам 1879 г.: 59 м. п., 88 ж. п.; по приходским сведениям 1879 г.: 60 м. п., 85 ж. п.

В конце XIX — начале XX века деревня административно относилась к Тёсовской волости 5-го земского участка 3-го стана Новгородского уезда Новгородской губернии.

ДОНЕЦ — деревня Волосковского сельского общества, дворов — 41, жилых домов — 36, число жителей: 42 м. п., 63 ж. п. 

Занятия жителей — земледелие, выпас телят. Часовня, хлебозапасный магазин, смежна с дер. Коржово. (1907 год)

Согласно карте из «Исторического атласа Санкт-Петербургской Губернии» 1915 года деревня Донец насчитывала 25 крестьянских дворов.
С 1917 по 1927 год деревня Донец входила в состав Тёсовской волости Новгородского уезда Новгородской губернии.
С 1927 года, в составе Волосковского сельсовета Оредежского района.
В 1928 году население деревни Донец составляло 124 человека.
По данным 1933 года деревня Донец входила в состав Волосковского сельсовета Оредежского района.
C 1 августа 1941 года по 31 января 1944 года деревня находилась в оккупации.
С 1959 года, в составе Лужского района.
В 1965 году население деревни Донец составляло 32 человека.
По данным 1966 и 1973 годов деревня Донец также входила в состав Волосковского сельсовета Лужского района.
По данным 1990 года деревня Донец входила в состав Ям-Тёсовского сельсовета.
В 1997 году в деревне Донец Ям-Тёсовской волости проживали 27 человек, в 2002 году — 21 человек (все русские).
В 2007 году в деревне Донец Ям-Тёсовского СП проживали 11 человек, в 2010 году — 14, в 2013 году — 13.

## География
Деревня расположена в восточной части района на автодороге 41К-662 (Оредеж — Тёсово-4 — Чолово).
Расстояние до административного центра поселения — 13 км.
Расстояние до ближайшей железнодорожной станции Чолово — 20 км. 
Деревня расположена на правом берегу реки Тёсова в месте впадения в неё реки Каменка.

## Демография
| 1879 | 1909 | 1928 | 1965 | 1997 | 2007 | 2010 |
| ---- | ---- | ---- | ---- | ---- | ---- | ---- |
| 147  | ↘105 | ↗124 | ↘32  | ↘27  | ↘11  | ↗14  |
| 2013 | 2017 |      |      |      |      |      |
| ↘13  | ↘12  |      |      |      |      |      |

## Улицы
Центральная.